# Bancroft-Punkt

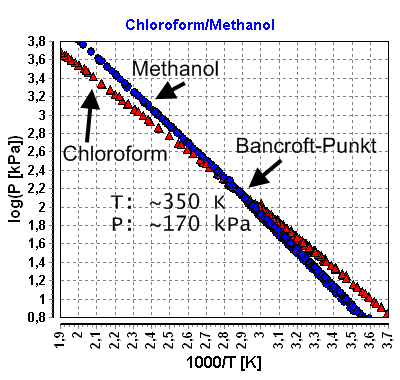
Bancroft-Punkt
Methanol/Chloroform

Der Bancroft-Punkt ist der Punkt, an dem sich die Sättigungsdampfdruckkurven zweier Stoffe kreuzen. Oberhalb des Punkts hat eine andere Komponente den höheren Dampfdruck  als unterhalb des Punkts. Es wird auch von einer Inversion der Dampfdrücke gesprochen. Der Bancroft-Punkt tritt nur bei Komponenten auf, deren Sättigungsdampfdrücke sich in einer ähnlichen Größenordnung bewegen. 
Die Bedeutung des Bancroft-Punkts liegt darin, dass er ein deutliches Indiz für azeotropes Verhalten eines binären Gemischs der beiden Stoffe ist.